# 萊昂鎮區 (明尼蘇達州古德休縣)
萊昂鎮區（英語：Leon Township）是位於美國明尼蘇達州古德休縣的一個行政鎮區。

## 地方資料
萊昂鎮區的面積為97.71平方千米，當中陸地面積為97.55平方千米，而水域面積為0.16平方千米。根據2020年美國人口普查的數據，當地共有人口956人，而人口密度為每平方千米9.78人。